# Pseudoleskea julacea
Pseudoleskea julacea là một loài Rêu trong họ Leskeaceae. Loài này được (Besch. & Cardot) H.A. Crum, Steere & L.E. Anderson miêu tả khoa học đầu tiên năm 1973.